# Eu Faço Assim
Eu Faço Assim, é um single da cantora brasileira Nikki, previsto para entrar no seu próximo álbum de estúdio. A faixa também ganhou uma versão em inglês, intitulada "Give Me The Beat".

## Histórico de lançamento
| País     | Data                  | Formato                            | Editora discográfica |
| -------- | --------------------- | ---------------------------------- | -------------------- |
| Brasil   | 26 de Janeiro de 2016 | Airplay Download digital streaming | OH Produções Sony    |
| Portugal | 26 de Janeiro de 2016 | Airplay Download digital streaming | OH Produções Sony    |